# 庫普契納河
45°31′18″N 15°47′06″E / 45.5216°N 15.7850°E
庫普契納河是克羅地亞的河流，位於該國中部，屬於庫帕河的支流，處於首都薩格勒布西南面30公里，河道全長56公里，流域面積614平方公里。